# Руске владарке
Следи списак руских владарки од 1283. до 1918. године

## Велике кнегиње Русије

### Рјуриковичи(1283–1547)
| Слика | Име                           | Отац                           | Рођење        | Брак               | Постала владарка   | Престала да влада  | Смрт               | Супружник              |
| ----- | ----------------------------- | ------------------------------ | ------------- | ------------------ | ------------------ | ------------------ | ------------------ | ---------------------- |
| -     | Марија Московска              | -                              | -             | -                  | -                  | -                  | -                  | Данил Московски        |
| -     | ?                             | Константин Борисович           | -             | -                  | 1297.              | пре 1316.          | пре 1316.          | Јуриј Данилович        |
| -     | Кончака-Агафија               | Тогрилча                       | -             | 1316.              | 1316.              | 1318.              | 1318.              | Јуриј Данилович        |
| -     | Јелена Рјукович               | -                              | -             | -                  | -                  | 1. март 1331.      | 1. март 1331.      | Иван I                 |
| -     | Александра Рјукович           | -                              | -             | 1332.              | 1332.              | 31. март 1340.     | средина 1360-их    | Иван I                 |
| -     | Анастасија Литванска          | Гедиминас Литвански            | -             | зима 1333.         | 31. март 1340.     | 11. март 1345.     | 11. март 1345.     | Симеон Иванович        |
| -     | Еупраксија Фјодорович         | Фјодор Свјатославич            | -             | 1345.              | 1345.              | 1346.              | -                  | Симеон Иванович        |
| -     | Марија Александровна од Твера | Александар Михаилович од Твера | -             | -                  | -                  | 27. април 1353.    | -                  | Симеон Иванович        |
| -     | Александра Веламинова         | Василије Веламин               | -             | 1345.              | 27. април 1353.    | 13. новембар 1359. | 1364.              | Иван II Иванович       |
|       | Евдокија Московска            | Дмитриј Суздал                 | -             | 18. јануар 1367.   | 18. јануар 1367.   | 19. мај 1389.      | 7. јул 1407.       | Дмитриј Донски         |
|       | Софија Литванска              | Витаутас Литвански             | око 1371.     | 21. јануар 1391.   | 21. јануар 1391.   | 27. фебруар 1425.  | 13. јул 1453.      | Василиј I Дмитријевич  |
| -     | Марија Јарославна             | Јарослав Владимирович          | -             | 8. март 1433.      | 8. март 1433.      | 27. март 1462.     | 4. јул 1485.       | Василиј II Дмитријевич |
| -     | Марија Борисовна од Твера     | Борис Александрович од Твера   | око 1442.     | 4. јун 1452.       | 27. март 1462.     | 22. април 1467.    | 22. април 1467.    | Иван III Васиљевич     |
|       | Зоја Палеолог                 | Тома Палеолог                  | око 1455.     | 12. новембар 1472. | 12. новембар 1472. | 7. април 1503.     | 7. април 1503.     | Иван III Васиљевич     |
|       | Соломонија Сабурова           | Јуриј Константинович Сабуров   | око 1490.     | 4. септембар 1505. | 6. новембар 1505.  | новембар 1525.     | 18. децембар 1542. | Василиј III Иванович   |
|       | Јелена Глинска                | Васил Глинскај                 | око 1506/1507 | 21. јануар 1526.   | 21. јануар 1526.   | 3. децембар 1533.  |                    | Василиј III Иванович   |

## Царице Русије

### Рјуриковичи (1547–1598)
| Слика | Име                 | Отац                    | Рођење | Брак                      | Постала владарка          | Крунисање                      | Престала да влада   | Смрт                       | Супружник       |
| ----- | ------------------- | ----------------------- | ------ | ------------------------- | ------------------------- | ------------------------------ | ------------------- | -------------------------- | --------------- |
|       | Анастасија Романова | Роман Рујевич Рујијев   | 1530.  | 3/13. фебруар 1547.       | 3/13. фебруар 1547.       | ----                           | 7. август 1560.     | 7. август 1560.            | Иван Грозни     |
|       | Марија Темрјуковна  | Темрјук                 | 1544   | 21. август 1561.          | 21. август 1561.          | ----                           | 1. септембар 1569.  | 1. септембар 1569.         | Иван Грозни     |
|       | Марфа Собакина      | Василиј Собакин         | 1552.  | 28. октобар 1571.         | 28. октобар 1571.         | ----                           | 13. новембар 1571.  | 13. новембар 1571.         | Иван Грозни     |
|       | Ана Колтовскова     | Алексеј Колтовски       | ----   | 29. април 1572.           | 29. април 1572.           | ----                           | 1574.               | 5. април 1626.             | Иван Грозни     |
|       | Ана Василчикова     | ----                    | ----   | јануар 1575.              | јануар 1575.              | брак непризнат од стране цркве | 1576/77             | 1576/77                    | Иван Грозни     |
|       | Марија Нагаја       | Фјодор Нагој            | ----   | септембар 1580. или 1581. | септембар 1580. или 1581. | брак непризнат од стране цркве | 18. март 1584.      | 1608. или 20. август 1612. | Иван Грозни     |
|       | Ирина I Фјодоровна  | Фјодор Иванович Годунов | 1557.  | 1580.                     | 18. март 1584.            | ----                           | 16/17. јануар 1598. | 27. октобар 1603.          | Фјодор I Звонар |

### Смутно време(1598–1613)
| Слика | Име                         | Отац                  | Рођење    | Брак             | Постала владарка | Крунисање | Престала да влада | Смрт          | Супружник                          |
| ----- | --------------------------- | --------------------- | --------- | ---------------- | ---------------- | --------- | ----------------- | ------------- | ---------------------------------- |
|       | Марија Григоријевна         | Григор Луканович      | ----      | 1570/1571.       | 7. јануар 1598.  | ----      | 10. јун 1605.     | 10. јун 1605. | Борис Годунов                      |
|       | Марина Мнисеш               | Џерзи Мнисеш          | око 1588. | 1606.            | 1606.            | ----      | 1606.             | 1614.         | Лажни Димитрије Лажни Димитрије II |
|       | Марија Петровна Ростовскаја | Петар Иванович Ростов | ----      | 17. јануар 1608. | 17. јануар 1608. | ----      | 19. јул 1610.     | 1626.         | Василиј IV                         |

### Романови (1613–1721)
| Слика | Име                           | Отац                        | Рођење            | Брак                | Постала владарка    | Крунисање | Престала да влада | Смрт               | Супружник              |
| ----- | ----------------------------- | --------------------------- | ----------------- | ------------------- | ------------------- | --------- | ----------------- | ------------------ | ---------------------- |
|       | Марија Долгорукова            | Владимир Долгоруков         | 1601.             | 19. септембар 1624. | 19. септембар 1624. | ----      | 17. јануар 1625.  | 17. јануар 1625.   | Михаил I Фјодорович    |
|       | Евдокција Стрешњева           | Лукијан Степанович Стрешњев | 1608.             | 5. фебруар 1626.    | 5. фебруар 1626.    | ----      | 12. јул 1645.     | 18. август 1645.   | Михаил I Фјодорович    |
|       | Марија Милосавскаја           | Илија Данилович Милисавскај | 1625.             | 26. јануар 1648.    | 26. јануар 1648.    | ----      | 2/3. март 1669.   | 2/3. март 1669.    | Алексеј I Михајлович   |
|       | Наталија Нарушкина            | Кирил Нарушкин              | 1. септембар 1651 | 1. фебруар 1671.    | 1. фебруар 1671.    | ----      | 29. јануар 1676.  | 4. фебруар 1694.   | Алексеј I Михајлович   |
|       | Агафија Симеонова Грушетскија | Симеон Фјодорович Грушетски | 1663              | 28. јул 1680.       | 28. јул 1680.       | ----      | 24. јул 1681.     | 24. јул 1681.      | Фјодор III Алексејевич |
|       | Марфа Апраксина               | Матеја Апраксин             | 1664.             | 24. фебруар 1682.   | 24. фебруар 1682.   | ----      | 7. мај 1682.      | 11. јануар 1716.   | Фјодор III Алексејевич |
|       | Прасковија Салтикова          | Фјодор Петрович Салтиков    | 12. октобар 1664. | 9. јануар 1684.     | 9. јануар 1684.     | ----      | 8. фебруар 1696.  | 13. октобар 1723.  | Иван V Алексејевич     |
|       | Евдоксија Лопукина            | Фјодор Абрамович Лопукин    | 9. август 1669.   | 6. фебруар 1689.    | 6. фебруар 1689.    | ----      | 1698.             | 7. септембар 1731. | Петар Велики           |
|       | Катарина I Алексејевна        | Самуило Сковронски          | 15. април 1684.   | 19. фебруар 1712.   | 19. фебруар 1712.   | ----      | 22. октобар 1721. | 17. мај 1727.      | Петар Велики           |

## Руске царице

### Романови (1721–1917)
| Слика | Име                                        | Отац                                        | Рођење             | Брак                  | Постала владарка      | Крунисање           | Престала да влада | Смрт               | Супружник                    |
| ----- | ------------------------------------------ | ------------------------------------------- | ------------------ | --------------------- | --------------------- | ------------------- | ----------------- | ------------------ | ---------------------------- |
|       | Катарина I Алексејевна                     | Самуило Сковронски                          | 15. април 1684.    | 19. фебруар 1712.     | 22. октобар 1721.     | 7. мај 1724.        | 8. фебруар 1725.  | 17. мај 1727       | Петар Велики                 |
|       | Катарина Велика                            | Кристијан Август                            | 2. мај 1729.       | 21. август 1745.      | 5. јануар 1762.       | 12. септембар 1762. | 17. јул 1762.     | 6. новембар 1796.  | Петар III Фјодорович         |
|       | Марија Фјодоровна (супруга Павла I)        | Фридрих II Еуген                            | 25. октобар 1759.  | 26. септембар 1776.   | 6. новембар 1796.     | 5. април 1797.      | 23. март 1801.    | 5. новембар 1828 . | Павле I Петрович             |
|       | Елизабета Алексејева                       | Карл Луис од Бадена                         | 24. јануар 1779.   | 28. септембар 1793.   | 24. март 1801.        | 15. септембар 1801. | 1. децембар 1825. | 16. мај 1826.      | Александар I Павлович        |
|       | Александра Фјодоровна (супруга Николаја I) | Фридрих Вилхелм III                         | 13. јул 1798.      | 13. јул 1817.         | 1. децембар 1825.     | 3. септембар 1826.  | 2. март 1855.     | 1. новембар 1860.  | Николај I Павлович           |
|       | Марија Александровна                       | Луј II од Хесена                            | 8. август 1824.    | 16. април 1841.       | 2. март 1855.         | 7. септембар 1856.  | 8. јун 1880.      | 8. јун 1880.       | Александар II Николајевич    |
|       | Марија Фјодоровна (супруга Александра III) | Кристијан IX Дански                         | 26. новембар 1847. | 9. новембар 1866.     | 13. март 1881.        | 15. мај 1883.       | 1. новембар 1894. | 13. октобар 1928.  | Александар III Александрович |
|       | Александра Фјодоровна                      | Лудвиг IV, Велики војвода од Хесена и Рајне | 6. јун 1872.       | 14/26. новембар 1894. | 14/26. новембар 1894. | 16. мај 1896.       | 15. март 1917.    | 17. јул 1918.      | Николај II Александрович     |